# Теорија евиденције
Према теорији евиденције истинито је оно сазнање које је праћено нашим осећањем непосредне очигледности или извесности.
Проблем је у томе што постоје и таква сазнања која се не заснивају на чулним веродостојностима, тј. на непосредним чулним опажањима. Највећи логичари и математичари су сматрали да постоје неке очигледне истине које не треба доказивати, а које служе за извођење и доказивање других мање општих истина. То су такозване аксиоме. Иако у науци начелно полазимо од очигледних и извесних принципа које не доказујемо, отворено је питање оправдања осталих научних ставова.
Други проблем ове теорије је у томе што је евидентност нешто субјективно, јер оно што је евидентно за једног човека не мора бити и за другог, поготову ако су различитог нивоа знања, различите културе, традиције, језика, религије.
Није прихватљива ни теорији евиденције сродна теорија консензуса, јер договор или нагодба могу бити од значаја, али не као једини критеријум оправдања сазнања.
Субјективизам теорије евиденције преовладава барем делимично у теорији кохеренције.